# Wereldkampioenschap voetbal 2006 (Groep A) Ecuador - Duitsland
Deze pagina is een subpagina van het artikel Wereldkampioenschap voetbal 2006. Hierin wordt de wedstrijd in de groepsfase in groep A tussen Ecuador en Duitsland gespeeld op 20 juni 2006 nader uitgelicht.

## Wedstrijdgegevens
| Datum                | 20 juni 2006                   | 20 juni 2006                   |
| Stadion              | Olympiastadion, Berlijn        | Olympiastadion, Berlijn        |
| Toeschouwers         | 72.000                         | 72.000                         |
| Scheidsrechter       | Valentin Ivanov                | Valentin Ivanov                |
| Assistenten          | Nikolay Galobev Evgueni Volnin | Nikolay Galobev Evgueni Volnin |
| Vierde man           | Kevin Stott                    | Kevin Stott                    |
| Man van de wedstrijd | Michael Ballack                | Michael Ballack                |
|                      | Ecuador                        | Duitsland                      |
| Doelpunten           | 0                              | 3                              |
| Gele kaarten         | 1                              | 1                              |
| Rode kaarten         | 0                              | 0                              |
| Wissels              | 3                              | 3                              |
| Schoten op doel      | 2                              | 9                              |
| Schoten naast doel   | 7                              | 15                             |
| Overtredingen        | 22                             | 18                             |
| Hoekschoppen         | 5                              | 2                              |
| Buitenspel           | 0                              | 3                              |
| Strafschoppen        | 0                              | 0                              |
| Balbezit (tijd)      | 31'00"                         | 23'00"                         |
| Balbezit (%)         | 57%                            | 43%                            |

| Ecuador | 0 – 3           | Duitsland |
| | goals (assists) | 4' Miroslav Klose (Bastian Schweinsteiger) 44' Miroslav Klose (Michael Ballack) 57' Lukas Podolski (Bernd Schneider)                                                                 |
| Luis Fernando Suárez | bondscoach      | Jürgen Klinsmann |
| Cristian Mora Ulises de la Cruz Jorge Guagua Giovanny Espinoza Paul Ambrosi Luis Antonio Valencia 63' Marlon Ayoví 68' Edwin Tenorio Edison Méndez Félix Borja 46' Iván Kaviedes | opstellingen    | Jens Lehmann Arne Friedrich Robert Huth Per Mertesacker Philipp Lahm 73' Bernd Schneider 66' Torsten Frings Michael Ballack Bastian Schweinsteiger 66' Miroslav Klose Lukas Podolski |
| Cristian Benítez 46' Christian Lara 63' Patricio Urrutia 68' | wissels         | 66' Oliver Neuville 66' Tim Borowski 73' Gerald Asamoah |
| Luis Antonio Valencia 52' | gele kaarten    | 75' Tim Borowski |
| | rode kaarten    | |

## Overzicht van wedstrijden
| Groepswedstrijden | | | |
| Groep A | Groep B | Groep C | Groep D |
| Duitsland - Costa Rica Polen - Ecuador Duitsland - Polen Ecuador - Costa Rica Ecuador - Duitsland Costa Rica - Polen             | Engeland - Paraguay Trinidad en Tobago - Zweden Engeland - Trinidad en Tobago Zweden - Paraguay Zweden - Engeland Paraguay - Trinidad en Tobago | Argentinië - Ivoorkust Servië en Montenegro - Nederland Argentinië - Servië en Montenegro Nederland - Ivoorkust Nederland - Argentinië Ivoorkust - Servië en Montenegro | Mexico - Iran Angola - Portugal Mexico - Angola Portugal - Iran Portugal - Mexico Iran - Angola                               |
| Groep E | Groep F | Groep G | Groep H |
| Italië - Ghana Verenigde Staten - Tsjechië Italië - Verenigde Staten Tsjechië - Ghana Tsjechië - Italië Ghana - Verenigde Staten | Australië - Japan Brazilië - Kroatië Brazilië - Australië Japan - Kroatië Japan - Brazilië Kroatië - Australië                                  | Frankrijk - Zwitserland Zuid-Korea - Togo Frankrijk - Zuid-Korea Togo - Zwitserland Togo - Frankrijk Zwitserland - Zuid-Korea                                           | Spanje - Oekraïne Tunesië - Saoedi-Arabië Spanje - Tunesië Saoedi-Arabië - Oekraïne Saoedi-Arabië - Spanje Oekraïne - Tunesië |
| Achtste finales | | | |
| Duitsland - Zweden Argentinië - Mexico                                                                                           | Italië - Australië Zwitserland - Oekraïne | Engeland - Ecuador Portugal - Nederland | Brazilië - Ghana Spanje - Frankrijk                                                                                           |
| Kwartfinales | | | |
| Duitsland - Argentinië | Italië - Oekraïne | Engeland - Portugal | Brazilië - Frankrijk |
| Halve finales | | | |
| Duitsland - Italië | Duitsland - Italië | Portugal - Frankrijk | Portugal - Frankrijk |
| Troostfinale | | | |
| Duitsland - Portugal | | | |
| Finale | | | |
| Italië - Frankrijk | | | |